# Campionati europei di ginnastica aerobica 2005
I Campionati europei di ginnastica aerobica 2005 sono stati la 4ª edizione della competizione organizzata dalla Unione Europea di Ginnastica.
Si sono svolti a Coimbra, in Portogallo, dal 27 al 30 ottobre 2005.

## Medagliere
| Pos.   | Nazione | Oro | Argento | Bronzo | Totale |
| ------ | ------- | --- | ------- | ------ | ------ |
| 1      | Romania | 4   | 0       | 2      | 6      |
| 2      | Italia  | 1   | 1       | 2      | 4      |
| 3      | Russia  | 0   | 2       | 0      | 2      |
| 3      | Spagna  | 0   | 2       | 0      | 2      |
| 5      | Francia | 0   | 0       | 1      | 1      |
| Totale | Totale  | 5   | 5       | 5      | 15     |

## Podi
| Evento                | Oro             | Argento         | Bronzo         |
| Individuale maschile  | Vito Iaia       | Iván Parejo     | Adrien Galo    |
| Individuale femminile | Izabela Lacatus | Elmira Dassaeva | Arianna Ciucci |
| Coppia mista          | Romania         | Russia          | Romania        |
| Trio                  | Romania         | Italia          | Romania        |
| Gruppo                | Romania         | Russia          | Italia         |